# Вилафалето
Вилафалето (итал. Villafalletto) је насеље у Италији у округу Кунео, региону Пијемонт.
Према процени из 2011. у насељу је живело 1364 становника. Насеље се налази на надморској висини од 431 м.

## Становништво
| 1931. | 1936. | 1951. | 1961. | 1971. | 1981. | 1991. | 2001. | 2011. |
| ----- | ----- | ----- | ----- | ----- | ----- | ----- | ----- | ----- |
| 3.961 | 3.806 | 3.744 | 3.260 | 3.073 | 3.019 | 2.977 | 2.876 | 2.899 |